# Ellen Schiøler
Ellen Schiøler er en tidligere dansk atlet og medlem af Frederiksberg IF. Hun vandt i 1944 det første danske mesterskab i kuglestød.

## Danske mesterskaber
- Bronze 1947  Kuglestød 10,33
- Bronze 1945  Kuglestød 10,58
- Bronze 1945  Diskoskast 30,20
- Guld 1944  Kuglestød 11,26
- Sølv 1944  Diskoskast 32,23